# Rainério IV de Hainaut
Rainério IV de Hainaut (entre 947 e 950 - 1013) foi conde de Hainaut e Mons, seu pai, Reginaldo III de Hainaut, foi o conde de Hainaut, até 958, mas caiu em desgraça perante Otão I e perdeu no Concelho real a favor de Godofredo I da Baixa Lorena (? - 964), duque da Baixa Lorena.
Rainério IV recebeu o Condado de Mons em 973, tendo mais tarde sido substituído por Godofredo I de Verdun (? - 1002), conde de Verdun desde 974. 

## Relações familiares
Foi filho de Reginaldo III de Hainaut (Bélgica, c. 920 - 973) e de Adela. Casou em 996 com a princesa de França, Heduvige de França, filha de Hugo Capeto (938 — 24 de Outubro de 996) rei dos francos de 987 a 996, o fundador da dinastia capetiana e de Adelaide da Aquitânia (c. 945 ou 952 - 1004) , de quem teve:
1. Reginar V de Hainaut (c. 985 - 1039) foi Conde de Hainaut e Mons de 1013 a 1039. Casou em 1015 com Casou com Matilde de Verdun.
2. Beatriz de Hainaut casada com Ebles I de Roucy (? - 1033) Conde de Roucy e arcebispo de Reims entre 1021 e 1033.